# سوخوي سو-27
سوخوي إس يو-27 (بالحروف الروسية:Су-27) (لقب تعريف الناتو: فلانكر) هي طائرة مقاتلة صنعها الاتحاد السوفيتي سابقاً، وروسيا حالياً. تم تصميم الإس يو-27 كمقاتلة تفوق جوي وذلك لمواجهة الطائرات الأمريكية التي ظهرت في السبعينات، مثل الإف-14 توم كات، والإف-15 إيغل، والإف-16 فالكون والإف/إيه-18 هورنت حيث أن الاتحاد السوفيتي كان في وضع غير متساوي من حيث القوة الجوية مع أمريكا.
ظهر من تصميم الإس يو-27 عدة تطورات من ما أدى إلى وجود عدد من الفئات لها، منها سوخوي سو-33 وهي طائرة تستطيع العمل من حاملات الطائرات، والسوخوي إس يو - 27 متعددة المهام، وطائرات عدة أخرى.

## الخصائص العامة
- طاقم: 1
- الطول: 21.9 م (71 قدم 10 بوصة)
- جناحيها: 14.7 م (48 قدم 3 بوصة)
- ارتفاع: 5.92 م (19 قدم 5 بوصة)

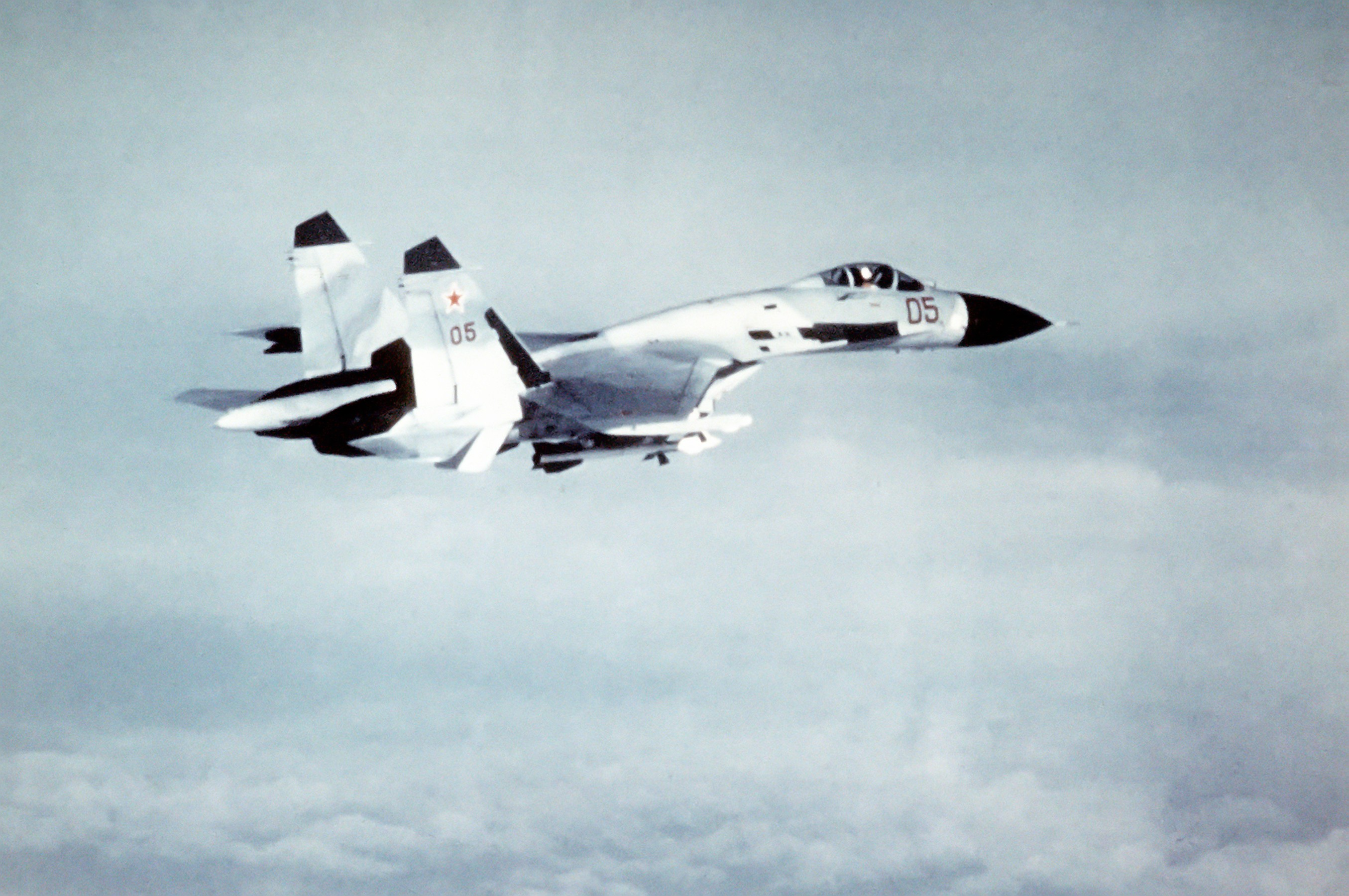
سو-27 فی طیران

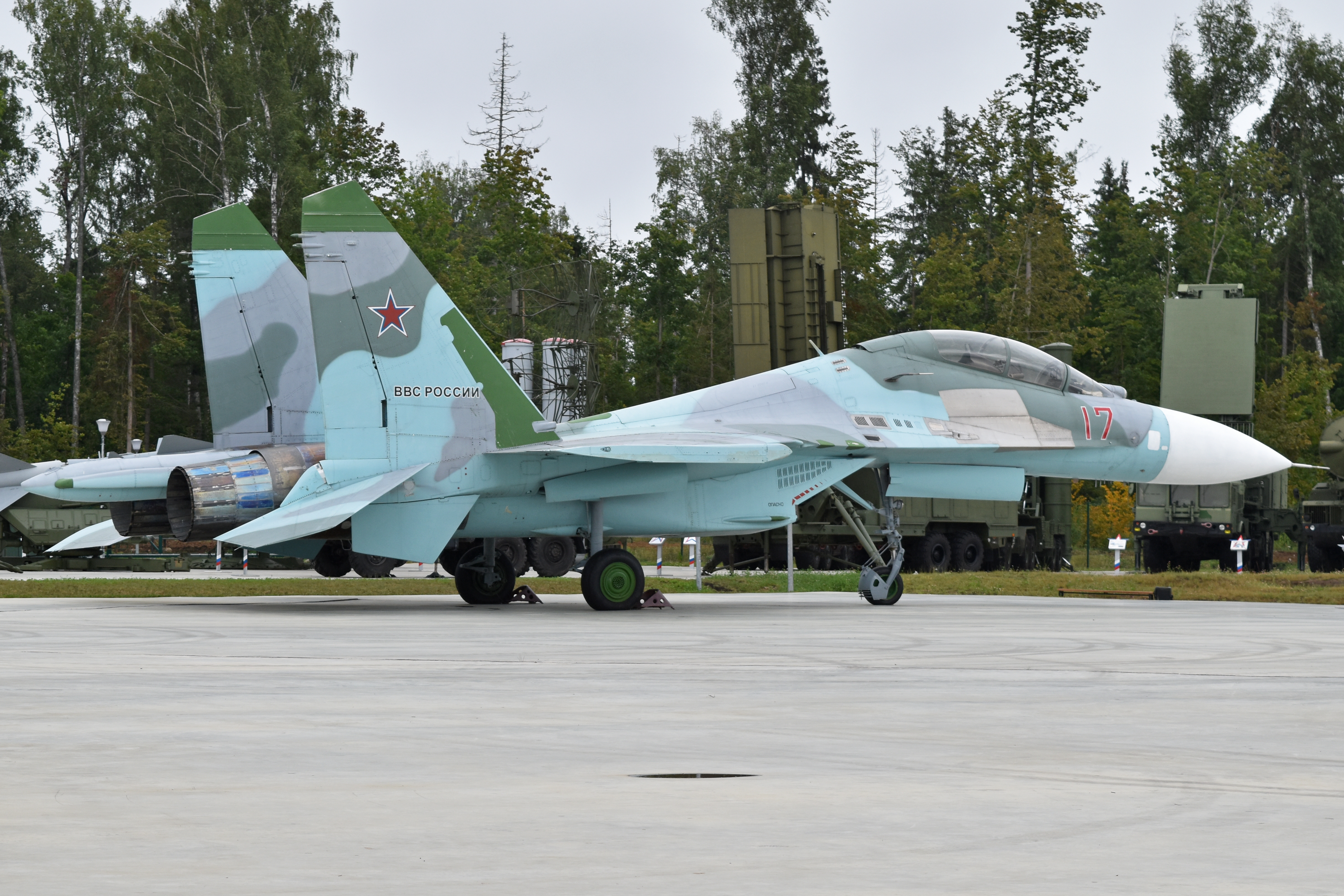
مدرب قتال مزدوج المقعد سو-27 یو ب - للقوات الجوية الروسية

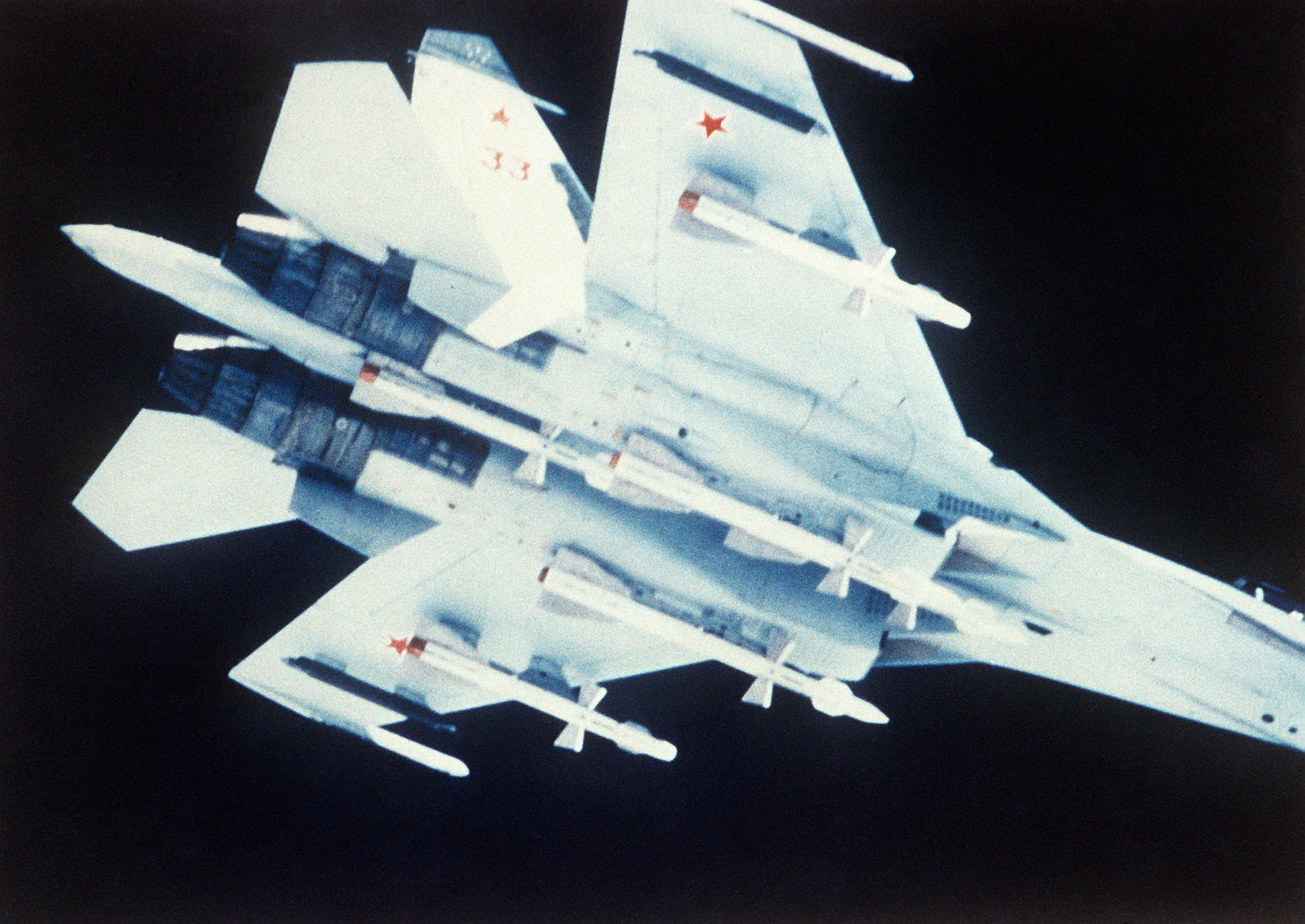
سو-27 تحمل صواریخ

- مساحة الجناح: 62 م 2 (670 قدم مربع)
- الوزن الفارغ: 1680 كجم (36112 رطل)
- الوزن الإجمالي: 2330 كجم (51654 رطل)
- أقصى وزن للإقلاع: 30.450 كجم (67131 رطل)
- سعة الوقود: 9,400 كجم (20,723.5 رطل) داخلي
- المحرك: 2 × زحل AL-31F بعد محركات توربوفان المحترقة، 75.22 كيلو نيوتن (16,910 رطل / لتر) دفع كل جاف، 122.6 كيلو نيوتن (27,600 رطل) مع احتراق

### أداء
- السرعة القصوى: 2500 كم / ساعة (1600 ميل في الساعة، 1300 kn) / M2.35 على ارتفاع 1400 كم / ساعة (870 ميلاً في الساعة ؛ 760 ميل بحري في الساعة) / M1.13 عند مستوى سطح البحر
- النطاق: 3.530 كم (2190 ميل، 1910 ميل بحري) على ارتفاع 1340 كم (830 ميل ؛ 720 ميل بحري) في مستوى سطح البحر
- سقف الخدمة: 19000 م (62000 قدم)[4]
- حدود g: + 9
- معدل الصعود: 300 م / ث (59000 قدم / دقيقة)
- تحميل الجناح: 377.9 كجم / م 2 (77.4 رطل / قدم مربع) مع وقود بنسبة 56 ٪ 444.61 كجم / م 2 (91.1 رطل / قدم مربع
- الدفع / الوزن : 1.07 مع وقود داخلي بنسبة 56 ٪ ؛ 0.91 مع الوقود الكامل

### تسلح
- البنادق: 1 × 30 مم Gryazev-Shipunov GSH-30-1 autocannon مع 150 طلقة[5]
- النقاط الصلبة: 10 أبراج خارجية بسعة تصل إلى 4,430 كجم (9,7070 رطل) ، مع أحكام لحمل مجموعات من:
  - الصواريخ:
    - S-8 KOM / BM / OM
    - S-13 T / OF
    - S-25 OFM-PU

  - الصواريخ:
    - 6 × R-27 R / ER / T / ET / P / EP صواريخ جو - جو
    - 4 × R-73 E AAMs

  - القنابل:
    - RBK-250 قنبلة عنقودية
    - RBK-500 قنبلة عنقودية

### الكترونيات الطيران
- رادار N001E
- Phazotron جوك- MSE الرادار
- Phazotron جوك- MSFE الرادار
- نظام الاستهداف الكهربائي البصري OEPS-27
- SPO-15 رادار تحذير استقبال

| طاقم = 1 | طول رئيسي = 21.9 م | طول بديل = 72 قدم | امتداد رئيسي = 14.7 م | امتداد alt = 48 قدم 3 في | ارتفاع رئيسي = 5.92 م | ارتفاع alt = 19 قدم 6 في | منطقة رئيسية = 62 م 2
| التحميل الرئيسي = 88.01 رطل / قدم 2 ، 91.98 رطل / قدم 2 لـ Flanker SM.